# Božična grozljivka
Božična grozljivka (izviren angleški naslov: A Christmas Horror Story) je omnibus grozljivk iz leta 2015, delo režiserjev Granta Harveya, Stevena Hobana in Bretta Sullivana. Svojo premiero je doživel 20. julija 2015, na mednarodnem filmskem festivalu Fantasia. 2. oktobra 2015, je bil za določen čas izdan tudi v kina. Film prikazuje štiri srhljive zgodbe, ki se dogajajo med božičem.

## Vsebina
Nevaren Dan (William Shatner) je DJ na radiu, ki za božič dela na radijski postaji Bailey Downsu. Med njegovo izmeno se zgodijo štiri nenavadne zgodbe:

### Prva zgodba
Dylan (Shannon Kook), Ben (Alex Ozerov) in Molly Simon (Zoé De Grand Maison) se odločijo vdreti v njihovo šolo, ki je bila včasih samostan, da bi raziskali dva umora, ki sta se zgodila v kleti leto prej. Njihova prijateljica Caprice (Amy Forsyth) je nameravala iti zraven, vendar je morala s starši v mesto. Trojica se tako znajde ujeto v kleti. Molly postane obsedena, po tem ko je priča krvavemu duhu in skuša zapeljati ostala dva. Dylan jo zavrne zato ga Molly ubije. Ben pa privoli v seks z njo in po njem duh zapusti Molly. Ko se Molly zbudi ugotovi, da je bil duh pravzaprav noseča najstnica, ki je umrla takrat ko je bila šola še samostan, med operacijo kjer so nune skušale odstraniti nerojenega otroka. Duh želi le, da bi nekdo rodil njenega otroka, in če jo zavrne ga ubije, kar pojasni umore prejšnjega leta. Kljub vsemu duh ubije Bena preden ta uspe odkleniti vrata, Molly pa lahko pobegne.

### Druga zgodba
Scott (Adrian Holmes) je policist vendar ga to ne ovira, da ne bi odšel v gozdove, ki si jih lasti ''Veliki Earl'' (Alan C. Peterson), in od tam prinesel božično drevesce. Medtem se Scottov sin Will (Orion John) v gozdu izgubi. Skupaj z ženo Kim (Olunike Adeliyi) se močno razveselita, ko ga najdeta v drevesu. Toda veselje jih hitro mine, ko se začne Will čudno obnašati. Veliki Earl pokliče družino in pove, da je Will zdaj neke vrste škrat. Škrat nato ubije Scotta, Kim pa ga odnese k Velikemu Earlu, ki ji pove da ji ne more pomagati. Na koncu Kim ustreli Velikega Earla, ki je bil pravzaprav gospodar škratov. Ker so zdaj končno svobodni, škrati odidejo domov in osvobodijo Willa.

### Tretja zgodba
Caprice in Duncan (Percy Hynes White) se s starši odpravljata na obisk k svoji starejši teti Etti (Corrine Conley). Med obiskom, jim Etta pove zgodbo o mitološkem bitju parklju (Rob Archer), kar prestraši Caprice, še posebej po tem ko se Duncan grdo obnaša. Starši se odločijo, da otroke odpeljeta domov, vendar na poti doživijo prometno nesrečo, kar jih prisili v pešačenje. Ker se zavedo, da jim sledi parkelj, ker so se grdo obnašali, zbežijo v cerkev kjer priznajo svoje grehe in upajo, da jih bo tako parkelj pustil na miru. Toda parkelj vse ujame, dokler ne ostane le še Caprice, ki uspe pobegniti k teti Etti. Uspešno ubije parklja, ki se spremeni v oskrbnika tete Ette Gerhardta (Julian Riching). Gehardt se je spremenil v parklja zaradi jeze na Capricino družino, ki se je grdo obnašala. Caprice se zave da je teta Etta vedela, da se bo to zgodilo in zaradi jeze se spremeni v parklja in napade teto Etto.

### Četrta zgodba
Med pripravami na naporen božič, Božiček (George Buza), ugotovi da so se vsi njegovi palčki in žena spremenili v zombije. Uspe mu vse pobiti, vendar se mora nato še soočiti s parkljem. Med spopadom se izkaže, da je ''Božiček'' pravzaprav božiček v trgovini z imenom Norman (ki je bil pred tem gost pri Nevarnem Danu na radiu), ki je doživel živčni zlom zaradi prevelikega dela. Tako je videl običajne delavce v trgovini kot zombije. Policija prispe in ga ustreli tik pred tem ko bi lahko ubil ''parklja'', ki se izkaže da je v bistvu direktor trgovine g. Taylor. O tem dogajanju v trgovini je Nevaren Dan govoril skozi svojo oddajo.

## Igralci
- William Shatner kot DJ NevarenDan
- George Buza kot Božiček/Norman
- Rob Archer kot Parkelj
- Zoé De Grand Maison KOT Molly Simon
- Alex Ozerov kot Ben
- Shannon Kook kot Dylan
- Amy Forsyth kot Caprice Bauer
- Jeff Clark kot Taylor
- Michelle Nolden kot Diane Bauer
- Adrian Holmes kot Scott
- Oluniké Adeliyi kot Kim Peters
- Orion John kot Will
- A.C. Peterson kot Big Earl
- Percy Hynes White kot Duncan
- Corinne Conley kot teta Edda
- Julian Richings as Gerhardt
- Debra McCabe kot Marta Božiček
- Joe Silvaggio kot zloben gozdni škrat
- Damir Andre kot ravnatelj Herod
- Jessica Clement kot Grace
- Ken Hall kot škrat 1
- Korina Rothery kot škrat 2
- Jonathan H. Caines kot škrat 3
- Brad Bennett kot škrat 4
- Paige Moyles kot škrat 5
- Glen Gaston kod moški srednjih let
- Eric Woolfe kot škrat 6